# Wilder Alberto Vásquez Saldaña
Wilder Alberto Vásquez Saldaña OSA (* 21. Dezember 1974 in La Encañada, Provinz Cajamarca) ist ein peruanischer römisch-katholischer Ordensgeistlicher und Prälat von Chuquibambilla.

## Leben
Wilder Alberto Vásquez Saldaña trat dem Augustinerorden bei und studierte Philosophie und Theologie am Priesterseminar des Erzbistums Trujillo. Am 29. April 2006 empfing er das Sakrament der Priesterweihe.
Nach der Priesterweihe war er bis 2014 in verschiedenen Gemeinden in der Pfarrseelsorge tätig. Von 2015 bis 2022 war er Superior des internationalen Augustiner-Noviziats Nuestra Señora de Gracia in La Encantada de Villa im Distrikt Chorrillos der Provinz Lima. Nach einem Jahr als Pfarrer in Chorrillos war er ab 2024 Verantwortlicher der pfarrlichen Bildungsinstitution in Chulucanas sowie Pfarrvikar der Gemeinde San José Obrero.
Papst Franziskus ernannte ihn am 8. April 2025 zum Prälaten der Territorialprälatur Chuquibambilla. Der Bischof von Chiclayo, Edinson Edgardo Farfán Córdova OSA, spendete ihm am 17. Mai desselben Jahres in der Kirche San Agustin de Hipona in Chorillos die Bischofsweihe. Mitkonsekratoren waren der Apostolische Nuntius in Peru, Erzbischof Paolo Rocco Gualtieri, und der Bischof von Cajamarca, Isaac Circuncisión Martínez Chuquizana MSA. Die Amtseinführung in Chuquibambilla fand am 24. Mai 2025 statt.